# Lucius Bovius Celer
Lucius Bovius Celer (vollständige Namensform Lucius Bovius Luci filius Luci nepos Falerna Celer) war ein im 1. Jahrhundert n. Chr. lebender Angehöriger des römischen Ritterstandes (Eques). Durch eine Inschrift, die in Pozzuoli gefunden wurde, sind einzelne Stationen seiner Laufbahn bekannt.
Celer war zunächst Duumvir, Quaestor und Augur in seiner Heimatstadt, bevor er Praefectus fabrum wurde. Im Anschluss folgte sein einziges militärisches Kommando als Militärtribun in der Legio III Cyrenaica, die in der Provinz Aegyptus stationiert war. Danach war er als Procurator für die Gladiatorenschule in Alexandria zuständig (procurator ludi familiae gladiatoriae Caesaris Alexandriae ad Aegyptum); dieser Posten war vermutlich mit einem Jahreseinkommen von 60.000 Sesterzen verbunden. Nach seiner Rückkehr nach Italien wurde er vom Kaiser in ein Richterkollegium berufen (adlectus inter selectos ab Imperatore Caesare Augusto), das für Zivilprozesse zuständig war.
Celer war in der Tribus Falerna eingeschrieben und stammte vermutlich aus Puteoli. Er ließ die Inschrift für sich und seine Ehefrau Sextia Nerula errichten, mit der er 31 Jahre zusammenlebte. Eine weitere Inschrift findet sich auf dem Grabstein für seine Tochter Lucilla, die im Alter von acht Jahren starb.

## Datierung
Bei der Epigraphik-Datenbank Clauss-Slaby wird die erste Inschrift auf 97/110 datiert und die zweite Inschrift auf 91/100. Hans-Georg Pflaum geht davon aus, dass sich Imperatore Caesare Augusto in der ersten Inschrift auf Domitian (81–96) bezieht, der nach seiner Ermordung der Damnatio memoriae verfiel, so dass sein Name in der Inschrift nicht genannt wurde. Andere Historiker wie Emil Ritterling und Hermann Dessau nehmen an, dass damit Augustus selbst gemeint ist.